# Erasmoneura atra
Erasmoneura atra är en insektsart som först beskrevs av Johnson 1935.  Erasmoneura atra ingår i släktet Erasmoneura och familjen dvärgstritar. Inga underarter finns listade i Catalogue of Life.